# Сперхиос

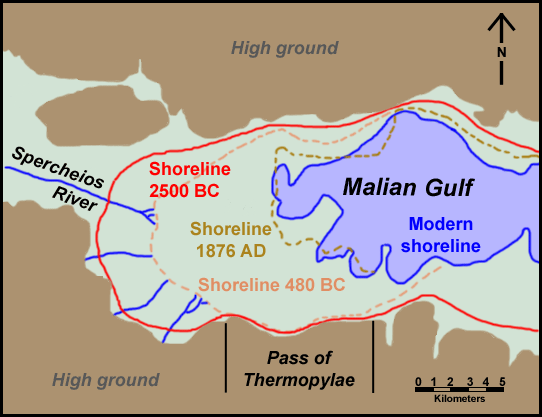
Изображение древней и современной береговой линии залива Малиакос, в который впадает Сперхио́с

Сперхио́с, Сперхей (греч. Σπερχειός) — река в Греции. Протекает в восточной части Центральной Греции. Берёт исток на восточном склоне Велух, к северо-востоку от Карпенисиона. Протекает по низкой долине между Этой и западным Отрисом и впадает в залив Малиакос. Длина 80 километров. Бассейн площадью 1482 квадратных километра. Основными притоками являются Вистрица (Βίστριτσα), Мавронери (Μαυρονέρι ή Μέλας, Мелан, «Чёрная река»), Горгопотамос и Асопос.

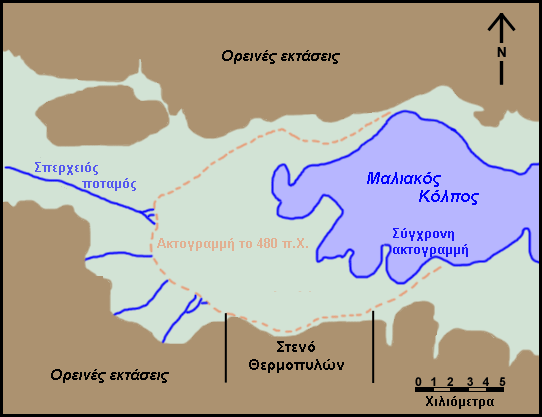
Фермопилы

Богатая плодородным илом река сформировала равнину Ламии и сделала болотистым побережье залива Малиакоса. Постоянно уменьшает площадь и глубину залива Малиакоса. Проход Фермопилы был узким в древности, а теперь представляет собой полосу шириной 4 километра.

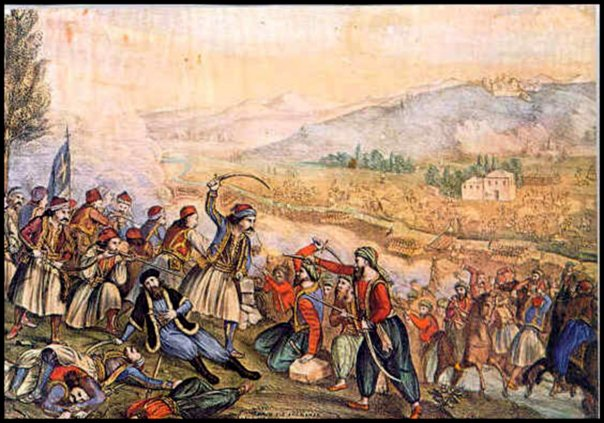
Александрос Исаиас. Битва при Аламане.
Национальный исторический музей Греции

Была известна в XIX веке как Аламана (Αλαμάνα). В апреле 1821 года на мосту через Аламану произошла битва при Аламане, в которой сражались греки во главе с Афанасием Дьяком и турки во главе с Омером Вриони. Знаменитая битва при Аламане вдохновила многих художников позже, турки победили, но им не удалось подавить Греческую революцию в Центральной Греции, которая продолжалась до победы.
Среди городов — Антили.